# Großsteingrab Farum By
Das Großsteingrab Farum By war eine megalithische Grabanlage der jungsteinzeitlichen Nordgruppe der Trichterbecherkultur im Kirchspiel Farum in der dänischen Kommune Furesø. Es wurde im 19. Jahrhundert zerstört.

## Lage
Das Grab lag westlich von Farum auf einem Feld unweit östlich des Waldgebiets Farum Lillevang. In der näheren Umgebung gibt bzw. gab es mehrere weitere megalithische Grabanlagen.

## Forschungsgeschichte
Im Jahr 1875 führten Mitarbeiter des Dänischen Nationalmuseums eine Dokumentation der Fundstelle durch. Zu dieser Zeit waren keine baulichen Überreste mehr auszumachen.

## Beschreibung

### Architektur
Die Anlage besaß eine runde Hügelschüttung mit einem Durchmesser zwischen 9,5 m und 12,5 m. Ob eine steinerne Umfassung vorhanden war, ist unbekannt. Der Hügel enthielt eine Grabkammer, die als Ganggrab anzusprechen ist. Sie hatte eine Länge zwischen 0,9 m und 1,3 m. Zur Orientierung liegen keine Angaben vor. Die Anzahl der Wandsteine ist unbekannt. Zur Zeit der Zerstörung war noch ein Deckstein erhalten. Der Kammer war ein Gang vorgelagert, der Wand- und Decksteine aufwies.

### Funde
Bei der Abtragung des Grabes wurden Skelettreste, Keramik und Feuerstein-Beile entdeckt. Der Verbleib der Funde ist unklar.